# Gran Premio de Malasia de Motociclismo de 2014
El Gran Premio de Malasia de Motociclismo de 2014 (oficialmente Shell Advance Malaysian Motorcycle Grand Prix) fue la decimoséptima prueba del Campeonato del Mundo de Motociclismo de 2014. Tuvo lugar en el fin de semana del 24 al 26 de octubre de 2014 en el Circuito Internacional de Sepang que está ubicado en el poblado de Sepang, Selangor, Malasia.
La carrera de MotoGP fue ganada por Marc Márquez, seguido de Valentino Rossi y Jorge Lorenzo. Maverick Viñales fue el ganador de la prueba de Moto2, por delante de Mika Kallio y Esteve Rabat. La carrera de Moto3 fue ganada por Efrén Vázquez, Jack Miller fue segundo y Álex Rins tercero.

## Resultados

### Resultados MotoGP
| Pos.    | N.º | Piloto           | Constructor    | Vueltas | Tiempo       | Parrilla | Puntos |
| ------- | --- | ---------------- | -------------- | ------- | ------------ | -------- | ------ |
| 1       | 93  | Marc Márquez     | Honda          | 20      | 40:45.523    | 1        | 25     |
| 2       | 46  | Valentino Rossi  | Yamaha         | 20      | +2.445       | 6        | 20     |
| 3       | 99  | Jorge Lorenzo    | Yamaha         | 20      | +3.508       | 3        | 16     |
| 4       | 6   | Stefan Bradl     | Honda          | 20      | +21.234      | 4        | 13     |
| 5       | 38  | Bradley Smith    | Yamaha         | 20      | +22.283      | 9        | 11     |
| 6       | 44  | Pol Espargaró    | Yamaha         | 20      | +34.668      | 12       | 10     |
| 7       | 68  | Yonny Hernández  | Ducati         | 20      | +38.435      | 13       | 9      |
| 8       | 4   | Andrea Dovizioso | Ducati         | 20      | +48.839      | 5        | 8      |
| 9       | 8   | Héctor Barberá   | Ducati         | 20      | +50.792      | 16       | 7      |
| 10      | 45  | Scott Redding    | Honda          | 20      | +59.088      | 17       | 6      |
| 11      | 7   | Hiroshi Aoyama   | Honda          | 20      | +1:15.949    | 11       | 5      |
| 12      | 70  | Michael Laverty  | PBM            | 20      | +1:17.966    | 20       | 4      |
| 13      | 63  | Mike Di Meglio   | Avintia        | 20      | +1:27.773    | 21       | 3      |
| 14      | 23  | Broc Parkes      | PBM            | 20      | +1:44.244    | 22       | 2      |
| Ret     | 15  | Alex de Angelis  | Forward Yamaha | 19      | Retirado     | 18       |        |
| Ret     | 9   | Danilo Petrucci  | ART            | 14      | Retirado     | 19       |        |
| Ret     | 26  | Dani Pedrosa     | Honda          | 12      | Caída        | 2        |        |
| Ret     | 17  | Karel Abraham    | Honda          | 11      | Caída        | 15       |        |
| Ret     | 69  | Nicky Hayden     | Honda          | 6       | Caída        | 14       |        |
| Ret     | 35  | Cal Crutchlow    | Ducati         | 4       | Retirado     | 8        |        |
| Ret     | 41  | Aleix Espargaró  | Forward Yamaha | 1       | Colisión     | 7        |        |
| Ret     | 19  | Álvaro Bautista  | Honda          | 1       | Colisión     | 10       |        |
| DNS     | 29  | Andrea Iannone   | Ducati         |         | No participó |          |        |
| Fuente: |     |                  |                |         |              |          |        |

### Resultados Moto2
| Pos.    | N.º | Piloto              | Constructor    | Vueltas | Tiempo       | Parrilla | Puntos |
| ------- | --- | ------------------- | -------------- | ------- | ------------ | -------- | ------ |
| 1       | 40  | Maverick Viñales    | Kalex          | 19      | 40:46.754    | 4        | 25     |
| 2       | 36  | Mika Kallio         | Kalex          | 19      | +2.694       | 2        | 20     |
| 3       | 53  | Esteve Rabat        | Kalex          | 19      | +8.054       | 1        | 16     |
| 4       | 5   | Johann Zarco        | Caterham Suter | 19      | +10.590      | 8        | 13     |
| 5       | 77  | Dominique Aegerter  | Suter          | 19      | +10.663      | 9        | 11     |
| 6       | 60  | Julián Simón        | Kalex          | 19      | +10.769      | 7        | 10     |
| 7       | 11  | Sandro Cortese      | Kalex          | 19      | +15.657      | 3        | 9      |
| 8       | 12  | Thomas Lüthi        | Suter          | 19      | +18.839      | 5        | 8      |
| 9       | 94  | Jonas Folger        | Kalex          | 19      | +19.486      | 12       | 7      |
| 10      | 23  | Marcel Schrötter    | Tech 3         | 19      | +24.887      | 11       | 6      |
| 11      | 39  | Luis Salom          | Kalex          | 19      | +28.234      | 16       | 5      |
| 12      | 88  | Ricard Cardús       | Tech 3         | 19      | +30.338      | 24       | 4      |
| 13      | 54  | Mattia Pasini       | Kalex          | 19      | +30.533      | 34       | 3      |
| 14      | 44  | Roberto Rolfo       | Suter          | 19      | +30.548      | 19       | 2      |
| 15      | 81  | Jordi Torres        | Suter          | 19      | +34.769      | 22       | 1      |
| 16      | 20  | Florian Marino      | Kalex          | 19      | +36.613      | 20       |        |
| 17      | 7   | Lorenzo Baldassarri | Suter          | 19      | +38.869      | 23       |        |
| 18      | 95  | Anthony West        | Speed Up       | 19      | +42.201      | 26       |        |
| 19      | 19  | Xavier Siméon       | Suter          | 19      | +47.876      | 14       |        |
| 20      | 25  | Azlan Shah          | Kalex          | 19      | +52.950      | 29       |        |
| 21      | 10  | Thitipong Warokorn  | Kalex          | 19      | +53.163      | 30       |        |
| 22      | 97  | Román Ramos         | Speed Up       | 19      | +59.999      | 31       |        |
| 23      | 71  | Tomoyoshi Koyama    | NTS            | 19      | +1:03.331    | 28       |        |
| 24      | 18  | Nicolás Terol       | Suter          | 19      | +1:08.275    | 27       |        |
| 25      | 46  | Decha Kraisart      | Tech 3         | 19      | +1:16.996    | 32       |        |
| 26      | 4   | Randy Krummenacher  | Suter          | 18      | +1 vuelta    | 25       |        |
| Ret     | 21  | Franco Morbidelli   | Kalex          | 15      | Retirado     | 13       |        |
| Ret     | 22  | Sam Lowes           | Speed Up       | 14      | Retirado     | 15       |        |
| Ret     | 49  | Axel Pons           | Kalex          | 12      | Retirado     | 10       |        |
| Ret     | 55  | Hafizh Syahrin      | Kalex          | 10      | Caída        | 18       |        |
| Ret     | 96  | Louis Rossi         | Kalex          | 8       | Caída        | 17       |        |
| Ret     | 30  | Takaaki Nakagami    | Kalex          | 6       | Caída        | 6        |        |
| Ret     | 14  | Ratthapark Wilairot | Caterham Suter | 6       | Caída        | 33       |        |
| Ret     | 8   | Gino Rea            | Suter          | 0       | Caída        | 21       |        |
| DNS     | 70  | Robin Mulhauser     | Suter          |         | No participó |          |        |
| Fuente: |     |                     |                |         |              |          |        |

### Resultados Moto3
| Pos.    | N.º | Piloto                 | Constructor | Vueltas | Tiempo    | Parrilla | Puntos |
| ------- | --- | ---------------------- | ----------- | ------- | --------- | -------- | ------ |
| 1       | 7   | Efrén Vázquez          | Honda       | 18      | 40:41.002 | 4        | 25     |
| 2       | 8   | Jack Miller            | KTM         | 18      | +0.213    | 1        | 20     |
| 3       | 42  | Álex Rins              | Honda       | 18      | +0.385    | 17       | 16     |
| 4       | 52  | Danny Kent             | Husqvarna   | 18      | +0.803    | 7        | 13     |
| 5       | 12  | Álex Márquez           | Honda       | 18      | +0.831    | 5        | 11     |
| 6       | 10  | Alexis Masbou          | Honda       | 18      | +1.073    | 11       | 10     |
| 7       | 23  | Niccolò Antonelli      | KTM         | 18      | +1.916    | 13       | 9      |
| 8       | 84  | Jakub Kornfeil         | KTM         | 18      | +2.089    | 3        | 8      |
| 9       | 98  | Karel Hanika           | KTM         | 18      | +7.336    | 12       | 7      |
| 10      | 33  | Enea Bastianini        | KTM         | 18      | +9.520    | 10       | 6      |
| 11      | 58  | Juan Francisco Guevara | Kalex KTM   | 18      | +17.407   | 19       | 5      |
| 12      | 99  | Jorge Navarro          | Kalex KTM   | 18      | +17.610   | 20       | 4      |
| 13      | 38  | Hafiq Azmi             | KTM         | 18      | +29.592   | 16       | 3      |
| 14      | 19  | Alessandro Tonucci     | Mahindra    | 18      | +29.745   | 28       | 2      |
| 15      | 2   | Remy Gardner           | KTM         | 18      | +37.467   | 29       | 1      |
| 16      | 43  | Luca Grünwald          | Kalex KTM   | 18      | +37.505   | 24       |        |
| 17      | 95  | Jules Danilo           | Mahindra    | 18      | +37.792   | 26       |        |
| 18      | 65  | Philipp Öttl           | Kalex KTM   | 18      | +38.773   | 30       |        |
| 19      | 4   | Gabriel Ramos          | Kalex KTM   | 18      | +55.583   | 34       |        |
| 20      | 88  | Hafiza Rofa            | KTM         | 18      | +1:36.170 | 31       |        |
| Ret     | 17  | John McPhee            | Honda       | 17      | Caída     | 2        |        |
| Ret     | 21  | Francesco Bagnaia      | KTM         | 12      | Retirado  | 15       |        |
| Ret     | 32  | Isaac Viñales          | KTM         | 11      | Caída     | 8        |        |
| Ret     | 5   | Romano Fenati          | KTM         | 11      | Retirado  | 6        |        |
| Ret     | 9   | Scott Deroue           | Kalex KTM   | 8       | Caída     | 33       |        |
| Ret     | 3   | Matteo Ferrari         | Mahindra    | 8       | Caída     | 23       |        |
| Ret     | 55  | Andrea Locatelli       | Mahindra    | 7       | Caída     | 27       |        |
| Ret     | 41  | Brad Binder            | Mahindra    | 6       | Retirado  | 25       |        |
| Ret     | 31  | Niklas Ajo             | Husqvarna   | 4       | Retirado  | 14       |        |
| Ret     | 63  | Zulfahmi Khairuddin    | Honda       | 1       | Caída     | 22       |        |
| Ret     | 16  | Andrea Migno           | Mahindra    | 1       | Caída     | 18       |        |
| Ret     | 13  | Jasper Iwema           | Mahindra    | 1       | Retirado  | 32       |        |
| Ret     | 93  | Ramdan Rosli           | KTM         | 1       | Retirado  | 21       |        |
| Ret     | 44  | Miguel Oliveira        | Mahindra    | 0       | Caída     | 9        |        |
| Fuente: |     |                        |             |         |           |          |        |